# Thaumalea valdesia
Thaumalea valdesia is een muggensoort uit de familie van de bronmuggen (Thaumaleidae). De wetenschappelijke naam van de soort is voor het eerst geldig gepubliceerd in 1951 door Schmid.